# Groupe de NGC 6574
Le groupe de NGC 6574 comprend au moins quatre galaxies situées dans les constellations d'Ophiuchus et d'Hercule. La distance moyenne entre ce groupe et la Voie lactée est d'environ 32,1 Mpc (∼105 millions d'al).

## Membres
Le tableau ci-dessous liste les quatre galaxies du groupe indiquées dans l'article de A.M. Garcia paru en 1993.
| Nom       | Constellation | Class.     | Type                        | α (J2000.0)   | δ (J2000.0) | Vitesse radiale (km/s) | m    | Distance (Mpc) | Diamètre (kal) |
| --------- | ------------- | ---------- | --------------------------- | ------------- | ----------- | ---------------------- | ---- | -------------- | -------------- |
| NGC 6570  | Ophiuchus     | SB(rs)m?   | Spirale barrée magellanique | 18h 11m 07.3s | 14° 05′ 35″ | 2286 ± 5               | 12,7 | 32,2 ± 2,3     | 52             |
| NGC 6574  | Hercule       | SAB(rs)bc? | Spirale intermédiaire       | 18h 11m 51.2s | 14° 58′ 54″ | 2289 ± 4               | 12,0 | 32,2 ± 2,3     | 56             |
| UGC 11168 | Ophiuchus     | Sdm?       | Spirale magellanique        | 18h 13m 59.6s | 13° 16′ 33″ | 2311 ± 1               | 13,6 | 32,5 ± 2,3     | 55             |
| UGC 11141 | Ophiuchus     | Sdm?       | Spirale magellanique        | 18h 11m 48.6s | 12° 05′ 19″ | 2241 ± 6               | 14,8 | 31,5 ± 2,2     | 78             |

Le site DeepskyLog permet de trouver aisément les constellations des galaxies mentionnées dans ce tableau ou si elles ne s'y trouvent pas, l'outil du site constellation permet de le faire à l'aide des coordonnées de la galaxie. Sauf indication contraire, les données proviennent du site NASA/IPAC.